# Iván Zarandona
Iván Zarandona Esono, znany również jako Zarandona (ur. 30 sierpnia 1980 w Valladolid) – piłkarz z Gwinei Równikowej. Występuje na pozycji środkowego obrońcy lub defensywnego pomocnika. Obecnie jest zawodnikiem hiszpańskiego Atlético Astorga.

## Kariera piłkarska
Zarandona jest wychowankiem Realu Valladolid. Jednak już w wieku 18 lat, odszedł z klubu do CF Extremadura. Później był zawodnikiem CD Ferriolense. W 2001 roku przeszedł do rezerw Realu Mallorca, a rok później do drugiej drużyny Realu Betis. Sezon 2003/2004 spędził w Caravaca CF, skąd trafił do swojej pierwszej drużyny – Realu Valladolid występującego wtedy w drugiej lidze. Jednak przygoda z rodzimym klubem trwała tylko rok, gdyż Zarandona postanowił odejść do Rayo Vallecano. Później grał w Zamora CF, a od 2007 roku był zawodnikiem UD Playas Jandia. Następnie trafił do CD Leganés.

## Kariera reprezentacyjna
W czerwcu 2003 Zarandona otrzymał obywatelstwo Gwinei Równikowej. W nowej reprezentacji zadebiutował na przełomie października i listopada 2003 w meczu eliminacji Mistrzostw Świata 2006 przeciwko reprezentacji Togo.

## Życie prywatne
Matka Zarandony jest z Gwinei Równikowej, a ojciec z Kraju Basków. Jego brat Benjamín również jest piłkarzem.